# Night Has Settled
Night Has Settled è un film del 2014 diretto da Steve Clark.

## Trama
New York City, 1983. Proprio quando sembra essere pronto per entrare nell'adolescenza, il tredicenne Oliver Nicholas rimane traumatizzato dalla notizia che Aida, la governante cilena di sessantacinque anni e che è stata per lui l'unica vera figura materna, ha avuto un ictus. Nonostante la forte depressione, Oliver lotta, con l'aiuto dei suoi amici, per tornare alla normalità.

## Riconoscimenti
- 2014 - Santa Barbara International Film Festival
  - Nomination Panavision Spirit Award for Independent Cinema
- 2014 - SoHo International Film Festival
  - Festival Prize for Best Showcase Feature Film
  - Grand Jury Award for Best Showcase Feature Film
- 2014 - Tallinn Black Nights Film Festival
  - Nomination Miglior film per giovani